# دون باربر (مهندس معماري)
دون باربر (بالإنجليزية: Donn Barber)‏ هو مهندس معماري أمريكي، ولد في 19 أكتوبر 1871 في واشنطن العاصمة في الولايات المتحدة، وتوفي في 29 مايو 1925 في مانهاتن في الولايات المتحدة.

## معرض صور

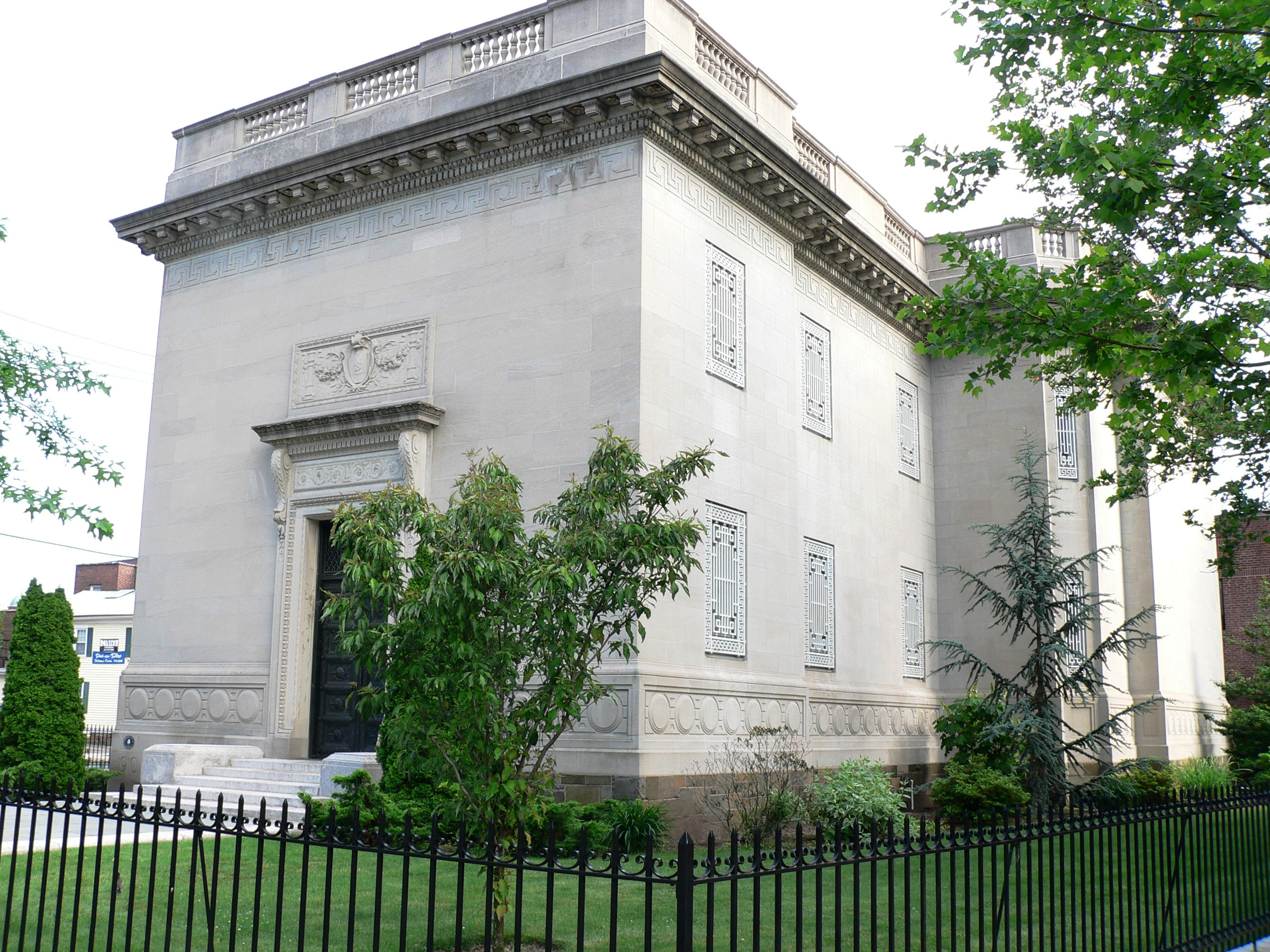
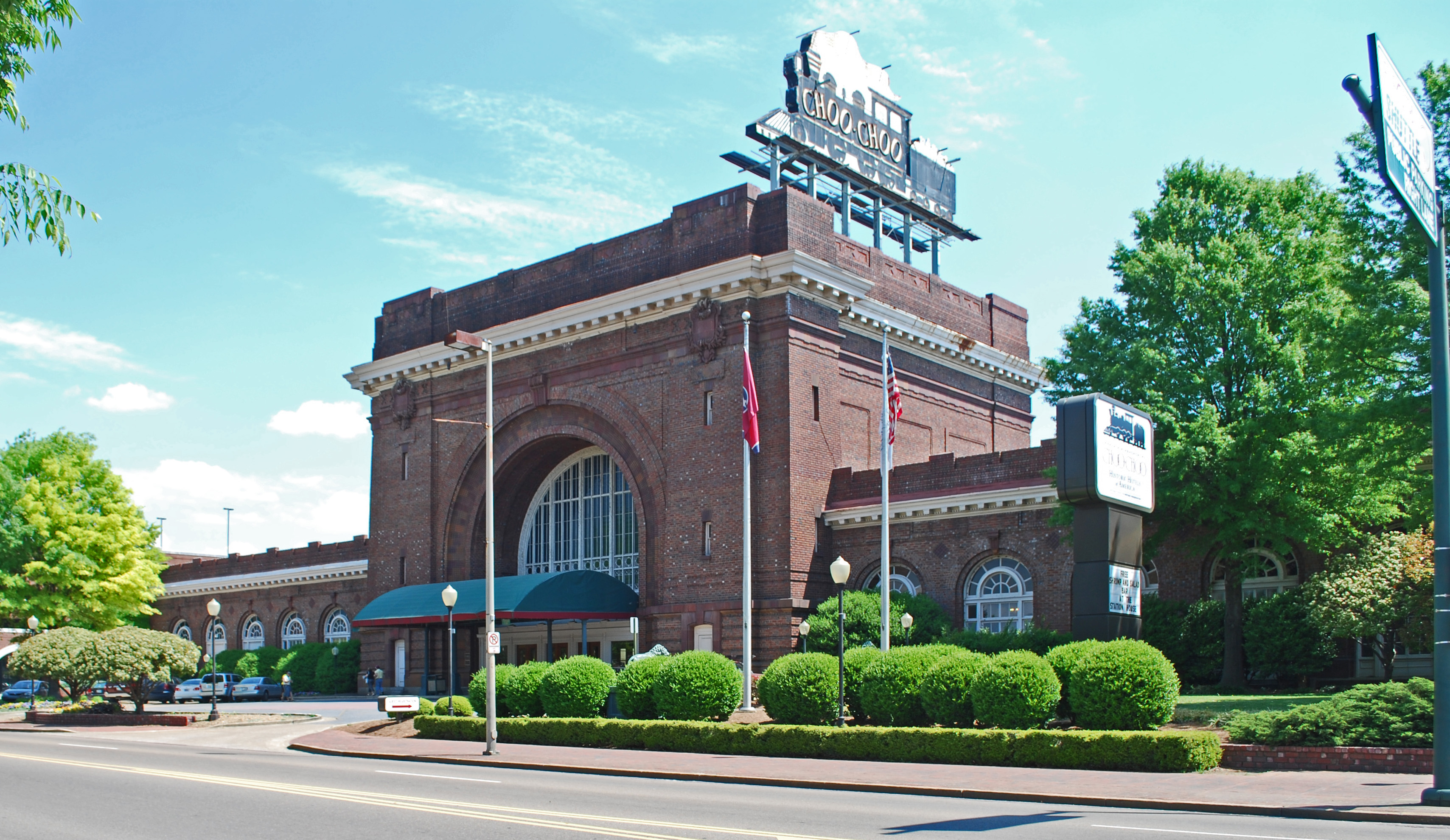
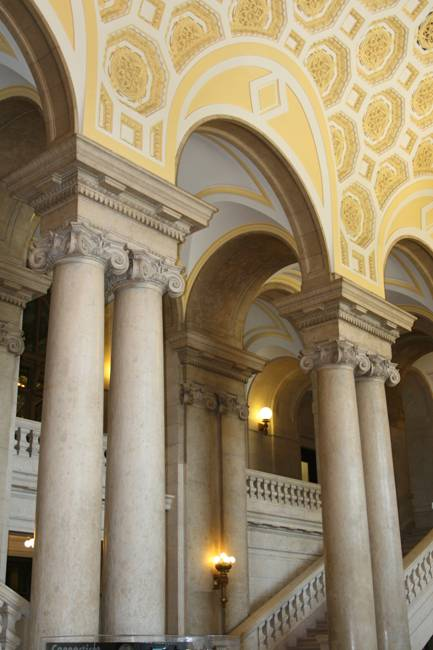
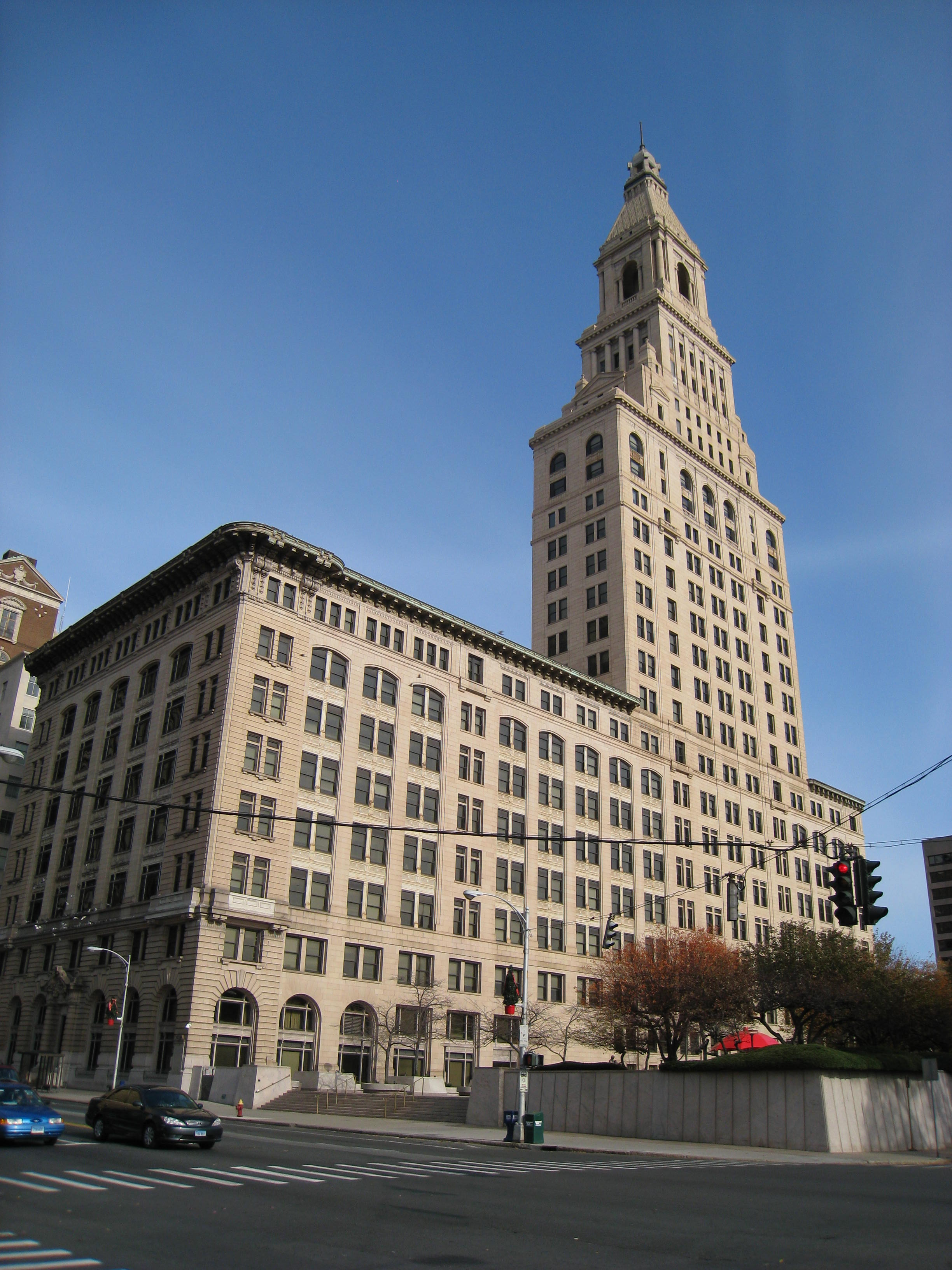
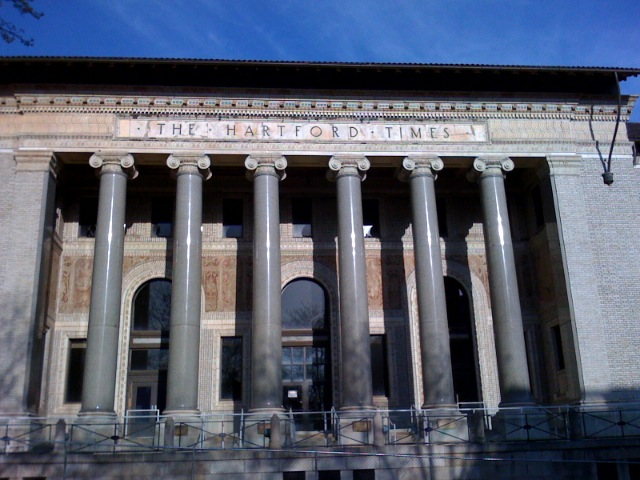
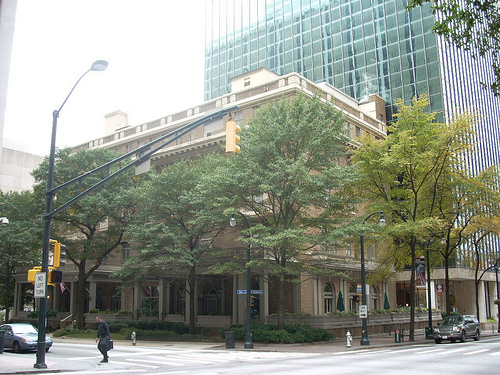